# Hartwig Struckmeyer

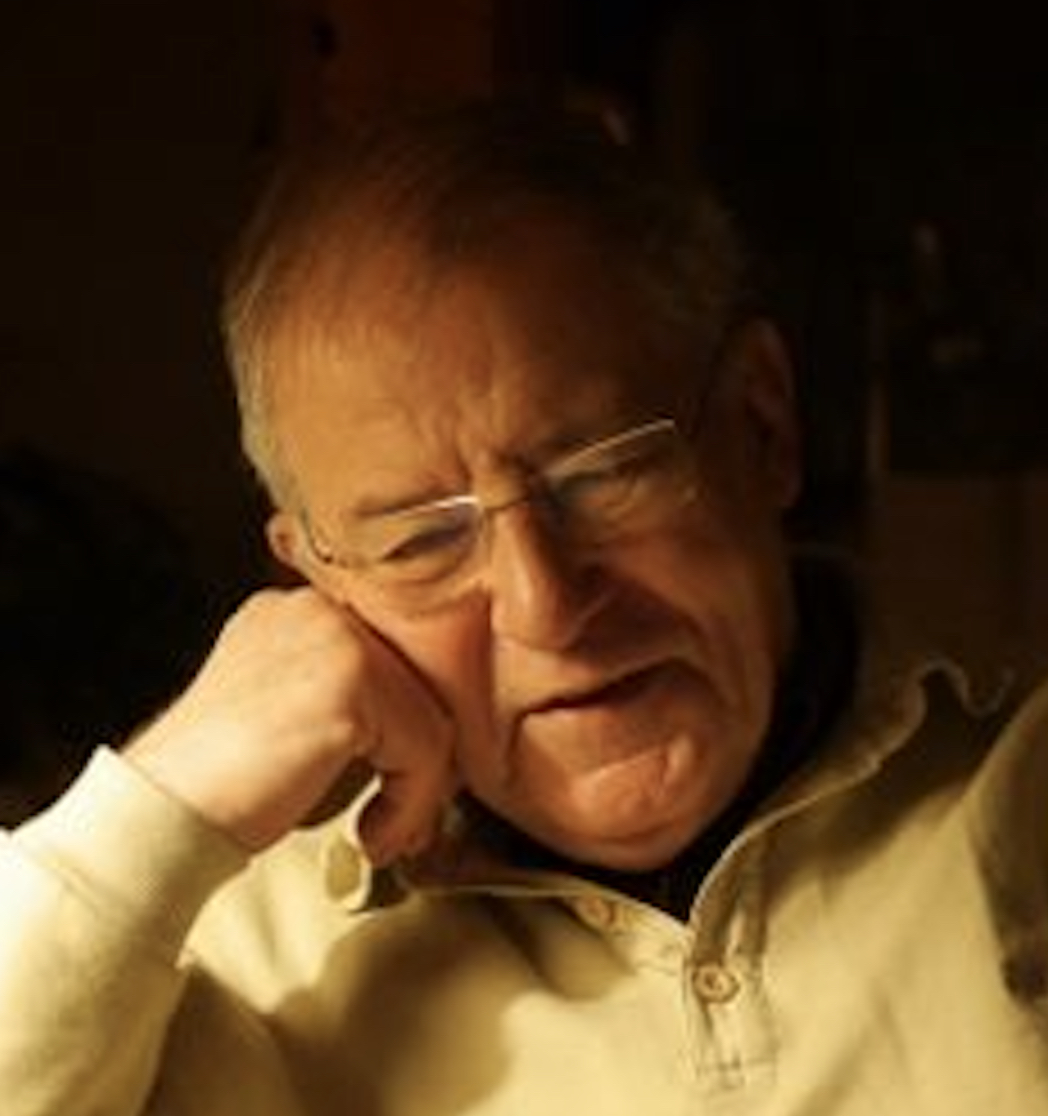

Hartwig Struckmeyer (* 11. Mai 1934 in Bremen; † 3. März 2024) war ein deutscher Pädagoge, Bildungsplaner, Schriftsteller und Maler. Er war in Gelsenkirchen Leiter einer der ersten ganztägigen Gesamtschulen der Bundesrepublik und Mitglied der NRW-Kommission Kollegstufe („Blankertz-Kommission“), bevor er 1973 als Oberschulrat in die bremische Senatsverwaltung für Bildung und Wissenschaft berufen und mit den grundsätzlichen inhaltlichen und strukturellen Angelegenheiten der Schulentwicklung beauftragt wurde.

## Biografie
Struckmeyer lebte von 1941 bis 1951 in Stemmen (Schaumburg-Lippe) und legte das Abitur 1954 am Gymnasium am Barkhof in Bremen ab. Er studierte an den Universitäten in Hamburg, Graz und Münster Literaturwissenschaft, Geographie sowie Pädagogik und Philosophie. 
Nach dem zweiten Staatsexamen war er von 1961 bis 1970 Studienrat am Gymnasium an der Hermann-Böse-Straße in Bremen. 1970 wechselte er nach Nordrhein-Westfalen und übernahm die Leitung der Gesamtschule Gelsenkirchen. 
1973 kehrte er nach Bremen zurück und war bis zu seiner Pensionierung 1992 Oberschulrat unter den Senatoren Moritz Thape, Horst von Hassel, Horst Werner Franke und Henning Scherf beim Senator für Bildung und Wissenschaft. 
Seit 1994 lebte er in Beverstedt, Landkreis Cuxhaven.

### Tätigkeiten in der bremischen Bildungsbehörde und Bund-Länder-Kommission für Bildungsplanung und Forschungsförderung
In der Bildungsbehörde war Struckmeyer mit zuständig für die inhaltliche und strukturelle Schulentwicklung im Land Bremen und dabei u. a. für die Integration von allgemeiner und beruflicher Bildung im Rahmen der Entwicklung von Schulzentren des Sekundarbereichs II. Die sehr weitreichenden, anspruchsvollen Integrationsziele des Schulgesetzes von 1975 konnten indes nur teilweise erreicht werden. Als Referent für die ästhetische Bildung an den Schulen im Land Bremen (Kunst, Musik, Literatur und Darstellendes Spiel) war er zuständig für die Verbindung von Theater und Schule, für die Schultheatertage und das Schulrockfestival. Er schuf den Bremer Literaturpreis für Kinder und Jugendliche und wirkte an der Etablierung der Jugendkunstschule mit.
Im Auftrag Senator Frankes schrieb er das pädagogisch-inhaltliche Konzept (PIK) für die Schulen im Land Bremen.
Als Grundsatzreferent war Struckmeyer jahrelang Bremens Vertreter in den Ausschüssen „Bildungsplanung“ und „Innovationen im Bildungswesen“ der Bund-Länder-Kommission für Bildungsplanung und Forschungsförderung (BLK). Er vertrat dort die Bremer BLK-Modellversuche, die z. B. zu den fest etablierten Theatergründungen wie dem MOKS-Theater für Kinder und Jugendliche und dem „Theater der Versammlung zwischen Bildung, Wissenschaft und Kunst“ führten. Das Theater der Versammlung gilt als eines der ersten Forschungstheater Deutschlands und erhielt 1993 den Berninghausenpreis für ausgezeichnete Lehre und ihre Innovation im
Hochschulbereich.

Mit dem Modellversuch „Schulische Förderung von Sinti-Kindern“ erreichte er die Förderung und weitgehende Integration dieser Kinder in das allgemeine Schulsystem.

### Wirken als Schriftsteller
Nach der Pensionierung fanden schriftstellerische, künstlerische und lektorische Aktivitäten ihre Fortsetzung, die stets Teil des Hintergrundes seiner Interessen und Anliegen waren.
Struckmeyer verfasste Kinderbücher, Gedichte für Kinder, Alltagsgeschichten und Lyrik und eröffnete in einer durch ihn restaurierten alten Wassermühle in Beverstedt (Beverstedtermühlen) eine Galerie für bildende Künste, Einzelausstellungen und Konzerte. Er gehörte dem Verband Deutscher Schriftsteller an und war Vorsitzender des Vereins Niedersächsischer und Bremischer Schriftsteller. Im Claassen-Verlag war er Lektor für Belletristik und war seit 2001 Autor und freier Mitarbeiter im Donat Verlag Bremen.

## Publikationen (Auswahl)
- Bremen aus der Luft (Fotos Günter Schneider), Berlin 1995, ISBN 9783870243203
- Gedichte, Bremen 2001, ISBN 9783924444006
- Der Blaue Hut, Bremen 2003, ISBN 3934836445
- Nacht und Tag, Gedichte, Bremen 2006, ISBN 9783938275122
- Briefe aus Prag, Bremen 2007, ISBN 3938275197
- Das blaue Schaf, Bremen 2013, ISBN 978-3-943425-22-2
- Alltagsbegegnungen, Bremen 2014, ISBN 978-3-943425-33-8
- Blätter wehn im Wind, Hamburg 2020, ISBN 9783347352988
- Sieben Zeichnungen begegnen sich, Hamburg, 2022, ISBN 9783347601369
- Verse in die Nacht geschrieben, Hamburg 2023, ISBN 9783347866270[4]